# 西湖街道 (扬州市)
西湖街道，原为西湖镇，是中华人民共和国江苏省扬州市邗江区下辖的一个乡镇级行政单位。2021年9月29日，撤镇设街道。

## 行政区划
西湖街道下辖4个居委会、7个村委会：
西峰社区、翠岗社区、经圩村、司徒村、金槐村、中心村、俞桥村、蜀岗村和胡场村。